# Lista stacji metra w Lizbonie

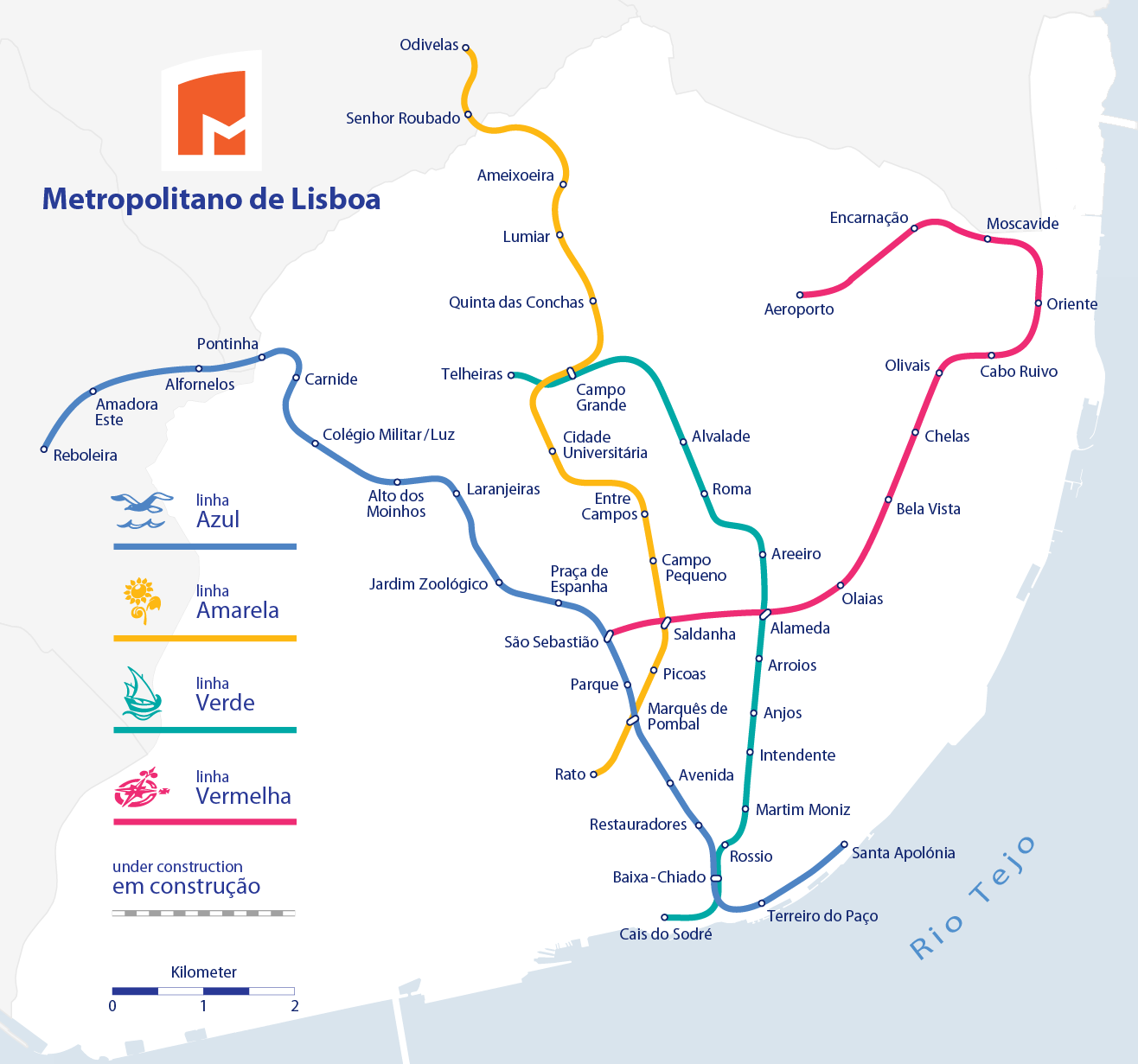
Schemat metra w Lizbonie

Lista stacji Metra w Lizbonie.
| Skrót | Nazwa                | Inne nazwy                                                     | Linia    | C.ºª | Data otwarcia | dworce        | 2.º átrio      | Długość       | Szerokość    | Wysokość n.p.m. | Głębokość |
| ----- | -------------------- | -------------------------------------------------------------- | -------- | ---- | ------------- | ------------- | -------------- | ------------- | ------------ | --------------- | --------- |
| AP    | Aeroporto            | —                                                              | Vermelha | L    | 2012.07.17    | átrio central | —              | 38° 46′ 07″ N | 9° 07′ 43″ W | 90 m            | ?         |
| AM    | Alameda              | Alameda I (técn.)                                              | Verde    | L    | 1972.06.18    | 1 átrio (N)   | —              | 38° 44′ 11″ N | 9° 08′ 02″ W | 60 m            | ?         |
| AM    | Alameda              | Alameda II (técn.)                                             | Vermelha | L    | 1998.05.19    | átrio central | —              | 38° 44′ 11″ N | 9° 08′ 02″ W | 60 m            | ?         |
| AF    | Alfornelos           | —                                                              | Azul     | 1    | 2004.05.15    | átrio central | —              | 38° 45′ 37″ N | 9° 12′ 18″ W | 75 m            | ?         |
| AH    | Alto dos Moinhos     | Centro Administrativo (prev.)                                  | Azul     | L    | 1988.10.14    | átrio central | —              | 38° 44′ 58″ N | 9° 10′ 46″ W | 99 m            | ?         |
| AL    | Alvalade             | —                                                              | Verde    | L    | 1972.06.18    | 2 átrios      | 2006.08.17 (S) | 38° 45′ 12″ N | 9° 08′ 38″ W | 80 m            | ?         |
| AS    | Amadora Este         | Falagueira (prev.)                                             | Azul     | 1    | 2004.05.15    | átrio central | —              | 38° 45′ 28″ N | 9° 13′ 05″ W | 95 m            | ?         |
| AX    | Ameixoeira           | Carriche (prev.)                                               | Amarela  | L    | 2004.03.27    | átrio central | —              | 38° 46′ 45″ N | 9° 09′ 36″ W | 90 m            | ?         |
| AN    | Anjos                | —                                                              | Verde    | L    | 1966.09.28    | 2 átrios      | 1982.11.15 (N) | 38° 43′ 34″ N | 9° 08′ 05″ W | 45 m            | ?         |
| AE    | Areeiro              | —                                                              | Verde    | L    | 1972.06.18    | 2 átrios      | 2013.11.17 (S) | 38° 44′ 32″ N | 9° 08′ 03″ W | 75 m            | ?         |
| AR    | Arroios              | —                                                              | Verde    | L    | 1972.06.18    | 2 átrios      | —              | 38° 43′ 59″ N | 9° 08′ 02″ W | 55 m            | ?         |
| AV    | Avenida              | —                                                              | Azul     | L    | 1959.12.29    | 2 átrios      | 1982.11.09 (N) | 38° 43′ 12″ N | 9° 08′ 45″ W | 30 m            | ?         |
| BC    | Baixa-Chiado         | Baixa-Chiado I (técn.)                                         | Verde    | L    | 1998.04.25    | átrio central | —              | 38° 42′ 38″ N | 9° 08′ 21″ W | 35 m            | −45 m     |
| BC    | Baixa-Chiado         | Baixa-Chiado II (técn.)                                        | Azul     | L    | 1998.08.08    | átrio central | —              | 38° 42′ 38″ N | 9° 08′ 21″ W | 35 m            | −45 m     |
| BV    | Bela Vista           | Vale de Chelas (prev.) Chelas (prev.)                          | Vermelha | L    | 1998.05.19    | átrio central | —              | 38° 44′ 48″ N | 9° 07′ 01″ W | 50 m            | ?         |
| CR    | Cabo Ruivo           | Olivais Velho (prev.)                                          | Vermelha | L    | 1998.07.18    | átrio central | —              | 38° 45′ 45″ N | 9° 06′ 14″ W | 30 m            | ?         |
| CS    | Cais do Sodré        | —                                                              | Verde    | L    | 1998.04.18    | 1 átrio (E)   | —              | 38° 42′ 19″ N | 9° 08′ 33″ W | 02 m            | ?         |
| CG    | Campo Grande         | Campo Grande I (técn.)                                         | Amarela  | L    | 1993.04.03    | átrio central | —              | 38° 45′ 36″ N | 9° 09′ 28″ W | 80 m            | 20 m      |
| CG    | Campo Grande         | Campo Grande II (técn.)                                        | Verde    | L    | 1993.04.03    | átrio central | —              | 38° 45′ 36″ N | 9° 09′ 28″ W | 80 m            | 20 m      |
| CP    | Campo Pequeno        | —                                                              | Amarela  | L    | 1959.12.29    | 2 átrios      | 1979.04.26 (S) | 38° 44′ 29″ N | 9° 08′ 48″ W | 75 m            | ?         |
| CA    | Carnide              | —                                                              | Azul     | L    | 1997.10.18    | átrio central | —              | 38° 45′ 31″ N | 9° 11′ 33″ W | 83 m            | −10 m     |
| CH    | Chelas               | Armador (prev.)                                                | Vermelha | L    | 1998.05.19    | átrio central | —              | 38° 45′ 15″ N | 9° 06′ 49″ W | 60 m            | ?         |
| CU    | Cidade Universitária | —                                                              | Amarela  | L    | 1988.10.14    | átrio central | —              | 38° 45′ 06″ N | 9° 09′ 31″ W | 75 m            | ?         |
| CM    | Colégio Militar/Luz  | Luz (prev.) Estrada da Luz (prev.)                             | Azul     | L    | 1988.10.14    | átrio central | —              | 38° 45′ 09″ N | 9° 11′ 19″ W | 78 m            | ?         |
| EN    | Encarnação           | —                                                              | Vermelha | L    | 2012.07.17    | átrio central | —              | 38° 46′ 31″ N | 9° 06′ 08″ W | 70 m            | ?         |
| EC    | Entre Campos         | —                                                              | Amarela  | L    | 1959.12.29    | 2 átrios      | 1973.07.15 (?) | 38° 44′ 52″ N | 9° 08′ 55″ W | 75 m            | ?         |
| IN    | Intendente           | —                                                              | Verde    | L    | 1966.09.28    | 2 átrios      | 1977.03.07 (N) | 38° 43′ 21″ N | 9° 08′ 06″ W | 35 m            | ?         |
| JZ    | Jardim Zoológico     | Sete Rios (até 1998.03.01)                                     | Azul     | L    | 1959.12.29    | 2 átrios      | 1995.07.25 (S) | 38° 44′ 31″ N | 9° 10′ 07″ W | 60 m            | ?         |
| LU    | Lumiar               | —                                                              | Amarela  | L    | 2004.03.27    | átrio central | —              | 38° 46′ 22″ N | 9° 09′ 35″ W | 85 m            | ?         |
| MP    | Marquês de Pombal    | Rotunda I (técn. até 1998.03.01) Marquês de Pombal I (técn.)   | Azul     | L    | 1959.12.29    | 2 átrios      | —              | 38° 43′ 28″ N | 9° 09′ 01″ W | 50 m            | ?         |
| MP    | Marquês de Pombal    | Rotunda II (técn. até 1998.03.01) Marquês de Pombal II (técn.) | Amarela  | L    | 1995.07.15    | átrio central | —              | 38° 43′ 28″ N | 9° 09′ 01″ W | 50 m            | ?         |
| LA    | Laranjeiras          | —                                                              | Azul     | L    | 1988.10.14    | átrio central | —              | 38° 44′ 53″ N | 9° 10′ 19″ W | 75 m            | ?         |
| MM    | Martim Moniz         | Socorro (até 1998.03.01)                                       | Verde    | L    | 1966.09.26    | 1 átrio (S)   | —              | 38° 43′ 01″ N | 9° 08′ 08″ W | 15 m            | ?         |
| MO    | Moscavide            | —                                                              | Vermelha | 1    | 2012.07.17    | átrio central | —              | 38° 46′ 30″ N | 9° 06′ 09″ W | 20 m            | ?         |
| OD    | Odivelas             | —                                                              | Amarela  | 1    | 2004.03.27    | átrio central | —              | 38° 47′ 35″ N | 9° 10′ 22″ W | 20 m            | ?         |
| OL    | Olaias               | —                                                              | Vermelha | L    | 1998.05.19    | átrio central | —              | 38° 44′ 21″ N | 9° 07′ 26″ W | 75 m            | ?         |
| OS    | Olivais              | Olivais Sul (prev.)                                            | Vermelha | L    | 1998.11.07    | átrio central | —              | 38° 45′ 36″ N | 9° 06′ 44″ W | 65 m            | −36 m     |
| OR    | Oriente              | —                                                              | Vermelha | L    | 1998.05.19    | átrio central | —              | 38° 46′ 02″ N | 9° 06′ 01″ W | 05 m            | ?         |
| PA    | Parque               | —                                                              | Azul     | L    | 1959.12.29    | 1 átrio (N)   | —              | 38° 43′ 45″ N | 9° 09′ 00″ W | 90 m            | ?         |
| PI    | Picoas               | —                                                              | Amarela  | L    | 1959.12.29    | 2 átrios      | 1982.11.09 (S) | 38° 43′ 51″ N | 9° 08′ 49″ W | 65 m            | ?         |
| PO    | Pontinha             | —                                                              | Azul     | 1    | 1997.10.18    | átrio central | —              | 38° 45′ 41″ N | 9° 11′ 48″ W | 85 m            | ?         |
| PE    | Praça de Espanha     | Palhavã (até 1998.03.01)                                       | Azul     | L    | 1959.12.29    | 2 átrios      | 1980.10.15 (N) | 38° 44′ 14″ N | 9° 09′ 34″ W | 65 m            | ?         |
| QC    | Quinta das Conchas   | Quinta do Lambert (prev.) Quinta das Mouras (prev.)            | Amarela  | L    | 2004.03.27    | átrio central | —              | 38° 46′ 01″ N | 9° 09′ 20″ W | 85 m            | ?         |
| RA    | Rato                 | —                                                              | Amarela  | L    | 1997.12.29    | átrio central | —              | 38° 43′ 11″ N | 9° 09′ 20″ W | 65 m            | ?         |
| RE    | Restauradores        | —                                                              | Azul     | L    | 1959.12.29    | 2 átrios      | 1977.02.11 (N) | 38° 42′ 54″ N | 9° 08′ 29″ W | 15 m            | ?         |
| RM    | Roma                 | —                                                              | Verde    | L    | 1972.06.18    | 2 átrios      | 2006.04.12 (S) | 38° 44′ 56″ N | 9° 08′ 29″ W | 80 m            | ?         |
| RO    | Rossio               | —                                                              | Verde    | L    | 1963.01.27    | átrio central | —              | 38° 42′ 49″ N | 9° 08′ 17″ W | 15 m            | ?         |
| SA    | Saldanha             | Saldanha I (técn.)                                             | Amarela  | L    | 1959.12.29    | 2 átrios      | 1977.03.14 (N) | 38° 44′ 06″ N | 9° 08′ 42″ W | 81 m            | ?         |
| SA    | Saldanha             | Saldanha II (técn.)                                            | Vermelha | L    | 2009.08.29    | átrio central | —              | 38° 44′ 06″ N | 9° 08′ 42″ W | 81 m            | ?         |
| SP    | Santa Apolónia       | —                                                              | Azul     | L    | 2007.12.19    | átrio central | —              | 38° 42′ 45″ N | 9° 07′ 24″ W | 02 m            | ?         |
| SS    | São Sebastião        | São Sebastião I (técn.)                                        | Azul     | L    | 1959.12.29    | 2 átrios      | 1977.04.18 (S) | 38° 44′ 04″ N | 9° 09′ 16″ W | 90 m            | ?         |
| SS    | São Sebastião        | São Sebastião II (técn.)                                       | Vermelha | L    | 2009.08.29    | átrio central | —              | 38° 44′ 04″ N | 9° 09′ 16″ W | 90 m            | ?         |
| SR    | Senhor Roubado       | Malaposta (prev.)                                              | Amarela  | 1    | 2004.03.27    | átrio central | —              | 38° 47′ 08″ N | 9° 10′ 16″ W | 25 m            | ?         |
| TE    | Telheiras            | —                                                              | Verde    | L    | 2002.11.02    | átrio central | —              | 38° 45′ 38″ N | 9° 09′ 54″ W | 92 m            | ?         |
| TP    | Terreiro do Paço     | —                                                              | Azul     | L    | 2007.12.19    | átrio central | —              | 38° 42′ 23″ N | 9° 08′ 07″ W | 02 m            | ?         |

## W budowie
- Reboleira